# Sudha Kheterpal
Sudha Kheterpal (ur. w Nottingham) − brytyjska instrumentalistka, grająca na instrumentach perkusyjnych oraz kompozytorka, najbardziej znana jako muzyk towarzyszący zespołowi Faithless.

## Życiorys
Sudha Kheterpal zaczęła grać jako dziecko w Nottingham. Od początku interesowała ją perkusja. Wcześnie zaczęła wystukiwać w rytmy i wkrótce rozpoczęła grę na perkusji, występując w zespołach w Nottingham. Perkusję zmieniła wkrótce na instrumenty perkusyjne i zaczęła grać z muzykami jazzowymi Manchesteru oraz z ówczesnymi przedstawicielami muzyki house, jak K.Klass. Występowała na żywo w takich klubach jak manchesterski The Haçienda czy liverpoolski Cream. 
Była otwarta na wpływy muzyczne całego świata. Najpierw zainteresowała się muzyką Kuby i jej mieszkańcami. Wyjechała tam w latach 90. XX wieku, aby zapoznać się z tamtejszą sceną muzyczną. Grała z najlepszymi muzykami Hawany. Równie wpływowe okazały się jej indyjskie korzenie. Była członkiem założycielem przełomowego projektu Sister India, koncertowała w Brazylii z renomowanym muzykiem Talvinem Singhiem.
Dała się poznać jako perkusistka zespołu Faithless, odnosząc razem z nim sukcesy na całym świecie. W 1997 roku nawiązała współpracę z Dido uczestnicząc w nagrywaniu jej debiutanckiego albumu No Angel (utwory „Slide” i „I’m No Angel”) oraz kolejnego, Life for Rent (utwory: „Sand In My Shoes” i „This Land Is Mine”) i towarzysząc jej również na koncertach.
Napisała muzykę do nominowanego do nagrody BAFTA filmu krótkometrażowego Eleni's Olives. W 2007 roku wydała swój debiutancki album, Anti Freeze.
Uczestniczyła w trasach koncertowych znanych artystów głównego nurtu, takich jak Kylie Minogue, Carleen Anderson czy Spice Girls. Jest znana z zamiłowania do kapeluszy (w tym błyszczących kapeluszy kowbojskich, dzięki którym stała się powszechnie rozpoznawana).
Zainspirowana energią tworzoną przez publiczność na koncertach muzycznych oraz własnym przekonaniem, że energia muzyki może być wykorzystywana nie tylko dla przyjemności, ale także dla praktycznej pomocy i edukacji, Sudha opracowała pierwszy na świecie generator czystej energii, instrument perkusyjny – shaker SPARK. Działa on jako miniaturowy przenośny generator, tworzący czystą, kinetyczną energię podczas grania. 12 minut grania generuje godzinę światła, a dzięki inteligentnemu systemowi zasilania SPARK może naładować telefon komórkowy. Wynalazek został zwycięzcą London Design Awards 2014 w kategorii: najlepszy projekt produktu do użytku osobistego. Za wynalazek ten artystka otrzymała 26 czerwca 2018 roku patent Urzędu Patentów i Znaków Towarowych Stanów Zjednoczonych.